# Саранско
Саранско (болг. Саранско) — село в Болгарии. Находится в Ямболской области, входит в общину Стралджа. Население составляет 127 человек.

## Политическая ситуация
Саранско подчиняется непосредственно общине и не имеет своего кмета.
Кмет (мэр) общины Стралджа — Митко Панайотов Андонов (Болгарская социалистическая партия (БСП)) по результатам выборов в правление общины.